# Virbia minuta
Virbia minuta là một loài bướm đêm thuộc phân họ Arctiinae, họ Erebidae.